# 유럽 고속도로 712호선
유럽 고속도로 712호선(European route E712)은 스위스의 제네바에서 프랑스의 마르세유까지 이르는 B-클래스 간선도로로, 총 연장은 416km이다.

## 경로
- 스위스
  - E21, E25, E62 : 제네바
- 프랑스
  - E70 : 샹베리
  - 그르노블
  - 엑상프로방스
  - E714 : 마르세유